# Утёс (Пермский край)
Утёс — посёлок в Чусовском городском округе Пермского края России. 

## Географическое положение
Посёлок расположен примерно в 15 километрах по прямой линии на север от города Чусовой.

## История
Посёлок возник, видимо, как станция Горнозаводской железной дороги в конце XIX века. 
С 2004 по 2019 год посёлок входил в Скальнинское сельское поселение Чусовского муниципального района.

## Население
Постоянное население посёлка составляло 271 человек в 2002 году (русские 92 %), 241 человек в 2010 году.

## Достопримечательности
В 5 километрах на восток от посёлка расположена гора Опока, ландшафтный памятник природы регионального значения.

## Климат
Климат умеренно континентальный. Среднегодовая температура воздуха колеблется около 0 градусов, среднемесячная температура января — −16 °C, июля — +17 °C, заморозки отмечаются в мае и сентябре, а иногда и в июне. Высота снежного покрова достигает 80 см. Продолжительность залегания снежного покрова 170 дней. Преобладающее направление ветра в течение всего года — южное. Продолжительность вегетационного периода 118 дней. В течение года выпадает 500—700 мм осадков.